# Poliesportiu d'Andorra

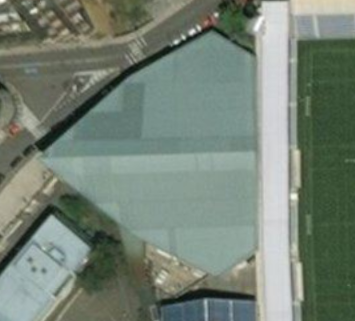
Imagem de satélite.

Poliesportiu d'Andorra, também conhecido como Poliesportiu de Govern, é uma arena esportiva coberta localizada em Andorra la Vella, Andorra.

## Histórico
Inaugurada em 1991, a capacidade inicial da arena era de 3 mil pessoas. Foi temporariamente ampliado para 5.000 com assentos adicionais de 1993 a 1996, quando o BC Andorra jogou na Liga ACB. Também sedia vários eventos esportivos, como partidas de handebol, futsal e tênis.
Em 2011, o Poliesportiu d'Andorra sediou a Final Eight da Liga Europeia de hóquei em patins e a WSE Cup de 2021.
Em 2014, após a segunda promoção do BC Andorra à principal liga espanhola de basquetebol, o Governo Nacional decidiu expandir a arena para 5.000 lugares. O local conta com outros espaços complementares como academia de musculação, salas de reuniões e espaços VIP.

## Presenças na liga
Esta é uma lista de público nos jogos do BC Andorra no Poliesportiu d'Andorra desde a sua expansão em 2014.
| Liga ACB  | Liga ACB | Liga ACB | Liga ACB | Liga ACB |                                           | Competições européias                     | Competições européias                     | Competições européias                     | Competições européias                     | Competições européias |
| Temporada | Total    | Maior    | Menor    | Média    | Temporada                                 | Total                                     | Maior                                     | Menor                                     | Média                                     |                       |
| --------- | -------- | -------- | -------- | -------- | ----------------------------------------- | ----------------------------------------- | ----------------------------------------- | ----------------------------------------- | ----------------------------------------- | --------------------- |
| 2014–15   | 61.181   | 4.774    | 2.480    | 3.599    | Não entrou em nenhuma competição européia | Não entrou em nenhuma competição européia | Não entrou em nenhuma competição européia | Não entrou em nenhuma competição européia | Não entrou em nenhuma competição européia |                       |
| 2015–16   | 68.625   | 4.630    | 3.623    | 4.037    | Não entrou em nenhuma competição européia | Não entrou em nenhuma competição européia | Não entrou em nenhuma competição européia | Não entrou em nenhuma competição européia | Não entrou em nenhuma competição européia |                       |
| 2016–17   | 71.869   | 4.873    | 3.423    | 4.228    | Não entrou em nenhuma competição européia | Não entrou em nenhuma competição européia | Não entrou em nenhuma competição européia | Não entrou em nenhuma competição européia | Não entrou em nenhuma competição européia |                       |
| 2017–18   | 76.032   | 5.000    | 3.620    | 4.224    | 2017–18 EC                                | 15.642                                    | 3.479                                     | 2.462                                     | 3.128                                     |                       |
| 2018–19   | 68.778   | 4.500    | 3.518    | 4.046    | 2018–19 EC                                | 29.775                                    | 4.124                                     | 1.874                                     | 2.978                                     |                       |
| 2019–20   | 47.888   | 4.523    | 3.194    | 3.991    | 2019–20 EC                                | 19.597                                    | 3.614                                     | 1.790                                     | 2.450                                     |                       |